# Standard Chartered Bank
Standard Chartered Bank, kurz SCB, gelistet an der London Stock Exchange im FTSE 100, ist ein Finanzunternehmen aus Großbritannien mit Hauptsitz in London und Operationen in vielen Ländern, insbesondere in Asien und Afrika. Seinen Hauptumsatz erwirtschaftet das Unternehmen nicht in Großbritannien, sondern in Hongkong, Südkorea, Indien und anderen Teilen Asiens.
Die Bank ist eine der Großbanken, die vom Financial Stability Board (FSB) als global systemically important financial institution (global systemrelevantes Finanzinstitut) eingestuft wurden. Sie unterliegt damit einer besonderen Überwachung und strengeren Anforderungen an die Ausstattung mit Eigenkapital.

## Firmengeschichte

Historisches Logo

Die Standard Chartered Bank entstand aus einer Fusion im Jahr 1969 zwischen den britischen Überseebanken Standard Bank Ltd. und der Chartered Bank of India, Australia and China.

### The Standard Bank
Die Standard Bank eröffnete ihr Geschäft in Port Elizabeth, Südafrika, im Jahr 1863. Zwischen den Jahren 1890 bis 1910 eröffnete die Bank Firmenzweige quer durch Afrika, obgleich einige neu eröffnete Standorte Schwierigkeiten hatten und anschließend wieder geschlossen wurden.
In den 1950er Jahren hatte die Standard Bank 600 Standorte in Afrika. 1962 kam es zu einer Trennung der Aktivitäten in Afrika und Europa. Die afrikanische Einheit operierte weiterhin unter dem Namen Standard Bank of South Africa, während aus der europäischen Einheit die Standard Bank Ltd. wurde. Das Bankennetzwerk wuchs weiter, als es 1965 mit der früheren Bank of British West Africa fusionierte, die in Nigeria, Ghana, Sierra Leone, Kamerun und Gambia tätig war.

### The Chartered Bank
Die Chartered Bank ist die ältere Bank, die 1853 gegründet wurde, als die Royal Charter von Queen Victoria an James Wilson erging. Die ersten Geschäfte eröffneten 1858 in Kalkutta und Bombay und anschließend in Shanghai. 1854 öffnete ein Geschäftszweig in Hongkong, und in Singapur wurde eine Agentur eröffnet. Chartered Bank eröffnete Geschäfte quer in Asien zwischen den Jahren 1860 bis 1900, und im ersten Jahrzehnt des 20. Jahrhunderts erhielt sie als erste ausländische Bank eine Lizenz, in New York geschäftlich tätig zu werden.
1957 erwarb Chartered Bank die Eastern Bank, wodurch die Bank ein Netzwerk an Geschäften in Aden, Bahrain, Beirut, Zypern, Katar und Vereinigte Arabische Emirate erwarb.

## Firmengeschichte nach der Fusion

10 Hongkong-Dollar, ausgegeben von der Standard Chartered Bank

1969 erfolgte die einvernehmliche Fusion zwischen Standard Bank und Chartered Bank, wodurch die Standard Chartered Bank PLC entstand. Nach der Fusion erwarb Standard Chartered die britische Unternehmensgruppe Hodge und die Wallace Brothers Group. Geschäfte wurden in Europa, in Argentinien, Kanada, Panama, Nepal und den Vereinigten Staaten eröffnet. Standard Chartered erwarb drei Banken in den USA, darunter die Union Bank of California, wodurch der Zugang nach Brasilien und Venezuela gelang.
In den späten 1980er Jahren wurde ein Versuch der feindlichen Übernahme durch Lloyds Bank verhindert. In den 1990er Jahren expandierte Standard Chartered in weiteren Ländern: Vietnam 1990, Kambodscha und Iran 1992, Tansania 1993 und Myanmar 1995. Am 15. August 2005 erwarb Standard Chartered die Korea First Bank und schlug dabei das Übernahmeangebot der HSBC. Am 9. August 2006 gab Standard Chartered bekannt, 81 Prozent an der Union Bank in Pakistan erworben zu haben.

## Gegenwart
Standard Chartered ist ein führender Bankenkonzern in Drittweltstaaten: global an fünfter Stelle. Das Unternehmen beschäftigt mehr als 75.000 Mitarbeiter in über 1700 Zweigniederlassungen in mehr als 70 Ländern. Standard Chartered Bank ist eine von drei Banken, die Banknoten für Hongkong herausgeben; die beiden anderen sind die Bank of China (Hong Kong) und die Hongkong and Shanghai Banking Corporation Limited (HSBC, Tochterunternehmen der HSBC Holding). Standard Chartered sponsert Marathons in Städten wie London, Singapur, Dubai, Lahore, Bombay, Hongkong und Mombasa. Ab Juli 2010 war Standard Chartered Bank neuer Trikotsponsor des englischen Fußballvereins Liverpool FC, wobei der Vertrag über vier Jahre ging und Zahlungen von 91,4 Millionen Euro pro Jahr beinhaltete.
Ende 2007 übernahm Standard Chartered die American Express Bank von der American Express Co für 1,1 Mrd USD. Als Grund wurde der Expansionswunsch ins Privatkundengeschäft und die Übernahme des EUR/YEN Clearings genannt. Standard Chartered erhoffte sich dadurch Einsparungen von 100 Mio. USD jährlich ab 2009.

## Verstöße gegen Sanktionsrecht
Am 10. April 2019 berichtet die Süddeutsche Zeitung, dass Standard Chartered einer Zahlung von insgesamt rund 1,1 Milliarden Dollar zugestimmt hat, um Ermittlungen wegen angeblicher Verstöße gegen Sanktionsrecht beizulegen. Einen entsprechenden Vergleich mit Behörden in den Vereinigten Staaten und in Großbritannien gab das US-Finanzministerium bekannt. Das Geldhaus wurde beschuldigt, von Juni 2009 bis Mai 2014 zahlreiche Transaktionen für Personen in Ländern wie Burma, Kuba, Iran, Sudan und Syrien abgewickelt und damit US-Sanktionen verletzt zu haben. Der Großteil betrifft laut Ministerium verbotene Iran-Geschäfte. Die Bank hatte 2012 einen Hunderte Millionen Dollar teuren Vergleich mit US-Aufsehern wegen verletzter Iran-Sanktionen zwischen 2001 und 2007 geschlossen.